# Plurisperma dalbergiae
Plurisperma dalbergiae är en svampart som beskrevs av Sivan. 1970. Plurisperma dalbergiae ingår i släktet Plurisperma, ordningen Verrucariales, klassen Eurotiomycetes, divisionen sporsäcksvampar och riket svampar.   Inga underarter finns listade i Catalogue of Life.